# سفر کینو
سفر کینو: جهان زیبا (به ژاپنی: キノの旅 - the Beautiful World ,Kino no Tabi -the Beautiful World-) که به صورت کوتاه شده سفر کینو معروف است، یک سری لایت نوول ژاپنی نوشته کیچی سیگساوا و طراحی شده توسط کوهاکو کوروبوشی است. یک مجموعه انیمه تلویزیونی ۱۳ قسمتی توسط استودیوی A.C.G.T و به کارگردانی ریوتارو ناکامورا بر اساس این لایت نوول‌ها ساخته شده که از آوریل تا ژوئیه ۲۰۰۳ از شبکه WOWOW پخش شد. یک مجموعه جدید انیمه نیز به تعداد ۱۲ قسمت از اکتبر تا دسامبر ۲۰۱۷ پخش گردید.